# Вонсош (Підляське воєводство)
Вонсош (пол. Wąsosz) — село в Польщі, у гміні Вонсош Ґраєвського повіту Підляського воєводства, центр гміни. Знаходиться на відстані 75 кілометрів на Північний-Захід від Білостоку.
Населення — 1338 осіб (2011).

## Історія
Міська права були надані Вансожу у 1436 році. В 1605 році побудовано кармелітський монастир. Містечко було знищене шведськими військами у 1655(6) роках. У 1789 споруджено ратушу. З 1795 у складі Пруссії, а згодом Російської Імперії (Ломжинська губернія). 1870 року позбавлено міських прав. У цей час населення Вансожа складало близько 3000 осіб, працював винокуренний завод. Під час Першої світової війни зайнята німецькими військами. Після поразки Німеччини, увійшла до складу міжвоєнної Польщі. Від осені 1939 до літа 1941 у складі Радянського Союзу, а з літа 1941 до 1944 — Третього Рейху. На початку липня 1941 року відбувся єврейський погром, внаслідок якого загинуло кілька сотень осіб; за іншими даними кількість єврейського населення була вдвічі меншою. Після завершення Другої світової війни разом із всією Білостоцькою областю передано до складу Польської народної республіки
У 1975—1998 роках село належало до Ломжинського воєводства.

## Демографія
Демографічна структура станом на 31 березня 2011 року:
|          | Загалом | Допрацездатний вік | Працездатний вік | Постпрацездатний вік |
| -------- | ------- | ------------------ | ---------------- | -------------------- |
| Чоловіки | 669     | 151                | 425              | 93                   |
| Жінки    | 669     | 136                | 368              | 165                  |
| Разом    | 1338    | 287                | 793              | 258                  |

Станом на 2015 рік у селі проживало 1236 осіб.

## Пам'ятки
- Готичний костел Преображення Господнього 1508—1532 років будівництва;
- Костел кармелітів 1625 року;
- Єврейський цвинтар із пам'ятником жертв погрому.